# Зміна клімату в ПАР

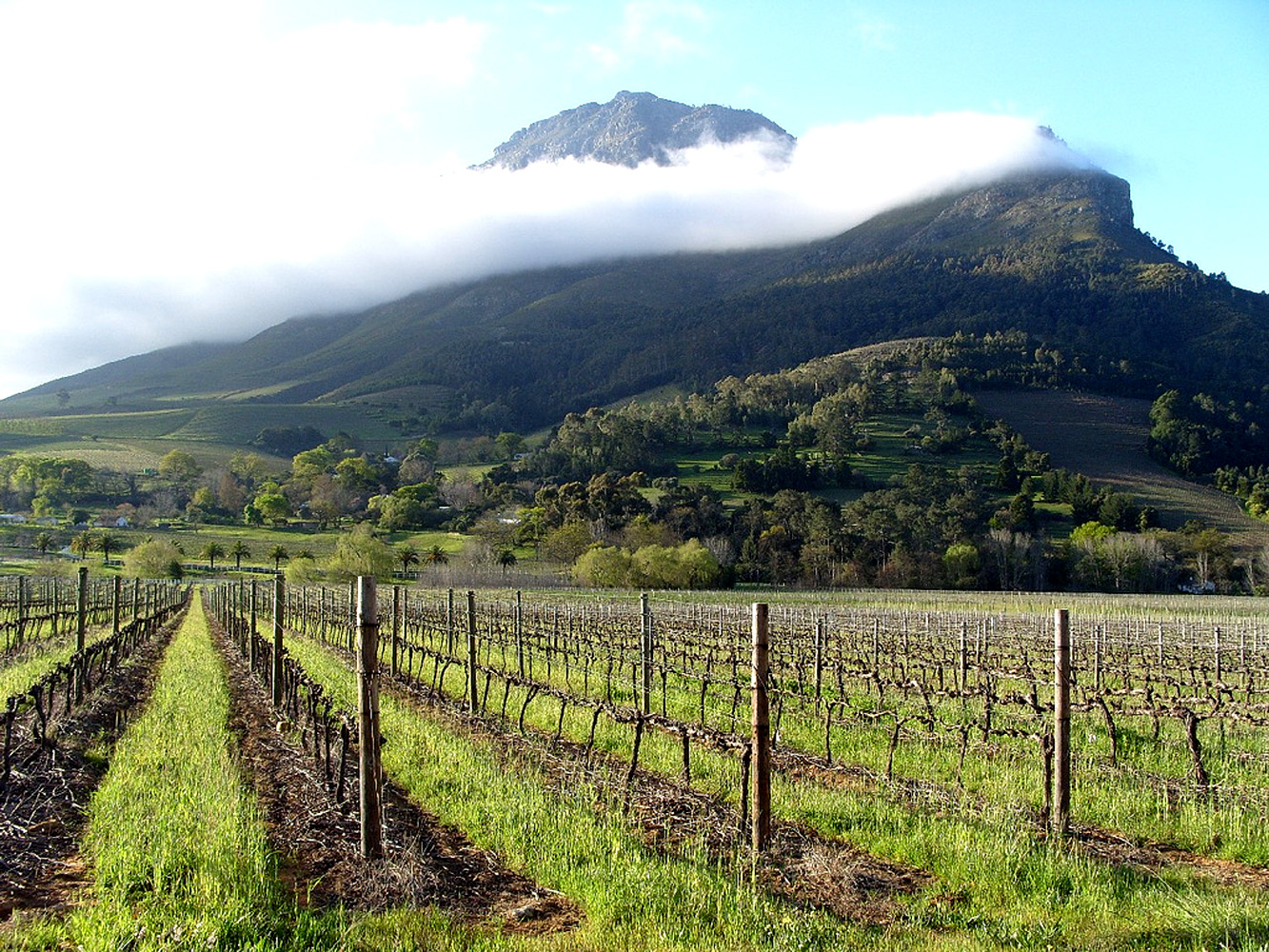
Зміна клімату вплине на сільське господарство в Південній Африці (виноградні насадження в Стелленбоші)

Зміна клімату в ПАР призводить до підвищення температури та мінливості опадів. Факти свідчать, що екстремальні погодні явища стають все більш помітними через зміну клімату. Це викликає серйозне занепокоєння у південноафриканців, оскільки зміна клімату вплине на загальний стан і добробут країни, наприклад, щодо водних ресурсів. Як і в багатьох інших частинах світу, дослідження клімату показали, що справжній виклик у Південній Африці більше пов'язаний з екологічними проблемами, ніж з проблемами розвитку. Найсерйозніше це позначиться на водопостачанні, яке має величезний вплив на сільське господарство. Швидкі зміни в навколишньому середовищі призводять до очевидних наслідків на рівні громади та довкілля в різних аспектах, починаючи з якості повітря, температури, погодних умов і закінчуючи продовольчою безпекою та тягарем хвороб.
Очікується, що різні наслідки зміни клімату для сільських громад включатимуть: посуху, виснаження водних ресурсів та біорізноманіття, ерозію ґрунтів, зменшення натурального господарства та припинення культурних заходів.
Південна Африка продукує значні викиди CO2, посівши 14-е місце в списку країн за кількістю викидів у 2020 році. Вище середньосвітового показника, Південна Африка мала 7,34 тонни викидів CO2 на душу населення у 2021 році, це значною мірою пов'язано з тим, що її енергетична система покладається на вугілля та нафту, як на основні джерела електроенергії. В рамках своїх міжнародних зобов'язань Південна Африка мала досягти піку викидів між 2020 і 2025 роками.

## Викиди парникових газів
Станом на 2018 рік Південна Африка була 14-м найбільшим у світі емітентом парникових газів.

### Енергетичний сектор
Загальне постачання первинної енергії в Південній Африці станом на 2018 рік
Південна Африка має великий енергетичний сектор, будучи третьою за величиною економікою в Африці. У 2018 році країна спожила 227 ТВт·год електроенергії.
Переважна більшість електроенергії в ПАР виробляється з вугілля, у 2017 році на цей вид палива припадало 88% електрогенерації. Південна Африка є 7-ю за обсягом країною-виробником вугілля у світі. Станом на липень 2018 року потужність вугільних електростанцій ПАР становила 39 гігават. ПАР планує відмовитися від вугілля в електроенергетиці, а також виробляє найбільше сонячної та вітрової енергії в Африці. До 2050 року країна має намір вивести з експлуатації 34 ГВт вугільних потужностей та побудувати щонайменше 20 ГВт потужностей з виробництва електроенергії з відновлюваних джерел до 2030 року. Південна Африка планує виробляти 77834 МВт електроенергії до 2030 року, причому нові потужності в значній мірі будуть вироблятися з відновлюваних джерел, щоб досягти цілей зі скорочення викидів. В рамках своїх цілей, викладених в Інтегрованому плані щодо ресурсів, країна оголосила про Програму закупівель для незалежних виробників електроенергії з відновлюваних джерел, яка має на меті збільшити виробництво електроенергії з відновлюваних джерел за рахунок інвестицій приватного сектору.

#### Відновлювана енергетика
Відновлювана енергетика в Південній Африці представлена наступними відновлюваними джерелами електроенергії: сонячне світло, вітер, припливи, хвилі, дощ, біомаса та геотермальне тепло. Відновлювана енергетика зосереджена на чотирьох основних сферах: генерація електроенергії, опалення/охолодження повітря та води, транспортування та автономні електростанції. Енергетичний сектор Південної Африки є важливою складовою глобальних енергетичних ресурсів завдяки інноваціям та досягненням країни у сфері відновлюваної енергетики. Викиди парникових газів у Південній Африці оцінюються як помірні, а рівень викидів на душу населення перевищує середньосвітовий показник. Очікується, що попит на енергію в країні постійно зростатиме і подвоїться до 2025 року.

### Транспорт

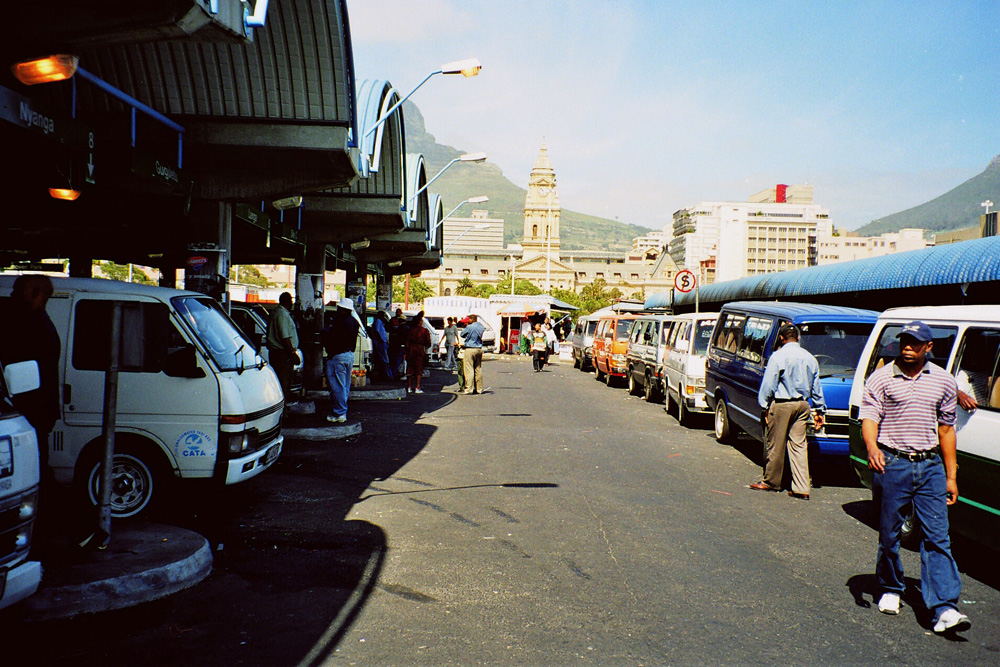
Станція таксі-мікроавтобусів в Кейптауні

На транспортний сектор Південної Африки припадає 10,8% загальних викидів парникових газів в країні. Окрім прямих викидів, непрямі викиди, пов'язані з виробництвом і транспортуванням палива, також є значними. Зокрема, на автомобільний транспорт припадає приблизно три чверті загальних транспортних викидів.

## Вплив на довкілля

### Зміна температури та погоди
Існують різні підтвердження щодо наслідків зміни клімату в Південній Африці зі стрімким зменшенням кількості опадів і помітним підвищенням температури. Очікується, що зміна клімату призведе до підвищення температури в Південній Африці на 2 – 3 °C до середини століття, і, за помірним сценарієм, на 3 – 4 градуси Цельсія до кінця століття. Наслідки також включатимуть зміну характеру дощів і збільшення випаровування, що підвищить ймовірність екстремальних посух.
Наразі й в перспективі Африка страждатиме від значних хвиль спеки, зумовлених природою континенту, підсилюваних нинішньою екологічною кризою.

## Вплив на населення

### Економічний вплив

#### Сільське господарство
Основним викликом, який постає перед будь-якою країною через зміну клімату, є його прямий вплив на продовольчу безпеку. У цьому сенсі Африка вважається найбільш вразливим до кліматичних змін континентом. Наприклад, в Ефіопії виробництво продуктів харчування стикається з багатьма проблемами через зміну клімату. Відзначається, що з року в рік спостерігається збільшення щорічних виробничих втрат пов'язаних з цим.
Очікується, що на сільське господарство негативно вплинуть посухи, зменшення кількості опадів, шкідники та інші зміни в навколишньому середовищі, викликані зміною клімату. Вищі температури та менша кількість опадів призведуть до обмеження водних ресурсів та зміни вологості ґрунту, що призведе до зниження продуктивності сільськогосподарських угідь в країні.
За деякими прогнозами, до 2070 року запаси поверхневих вод у деяких районах Західнокапської провінції можуть скоротитися на 60%. Задля мінімізації шкоди, спричиненої нераціональним використанням земель, уряд підтримав програму, яка сприяє сталому розвитку та раціональному використанню природних ресурсів.
Виробництво кукурудзи, на яку припадає 36% валового збору польових культур Південної Африки, також зазнало негативних наслідків через зміну клімату. Орієнтовна вартість витрат, яка враховує сценарії з урахуванням і без урахування ефекту удобрення вуглекислим газом, коливається від десятків до сотень мільйонів рандів.

#### Туризм
Південна Африка має значний туристичний сектор, що є чутливим до зміни клімату. Виклики у цій сфері виходять за рамки того, що необхідно прокласти шлях для більшої кількості туристів. Основні зусилля Південної Африки полягають у розробці планів щодо подолання бідності, спричиненої зміною клімату. Туристична галузь закликає політиків в Африці покращити можливості для працевлаштування, економічного зростання та підтримки різних галузей. Загалом, перед туристичним сектором Південної Африки стоять різні критичні виклики, які в основному є наслідками зміни клімату. Клімат Південної Африки страждає від різноманітних умов і змін, що стосуються як літніх і зимових дощових регіонів, субтропічних районів, так і вологих й посушливих регіонів. У цьому контексті важливо зазначити, що національний уряд Південної Африки почав впроваджувати нову політику в галузі туризму та клімату, спрямовану на подолання цих викликів.

### Вплив на здоров'я
Існують докази того, що зміна клімату матиме негативний вплив на здоров'я населення Південної Африки, особливо через високу частку вразливих груп населення. У Південній Африці вже існує високий рівень захворюваності, пов'язаний з екологічними вадами, натомість зміна клімату загострить багато з цих соціальних та екологічних проблем ще більше. Прогнозується, що зміна клімату загрожуватиме здоров'ю населення через посилення теплового стресу, зростання кількості трансмісивних та інфекційних захворювань, загострення екстремальних погодних явищ, зниження продовольчої безпеки та посилення психічного стресу. Огляд літератури з питань адаптації та громадського здоров'я, проведений у 2019 році, показав, що "обсяг і якість досліджень розчаровують і є непропорційними загрозі, яку становить зміна клімату в Південній Африці".

## Пом'якшення наслідків

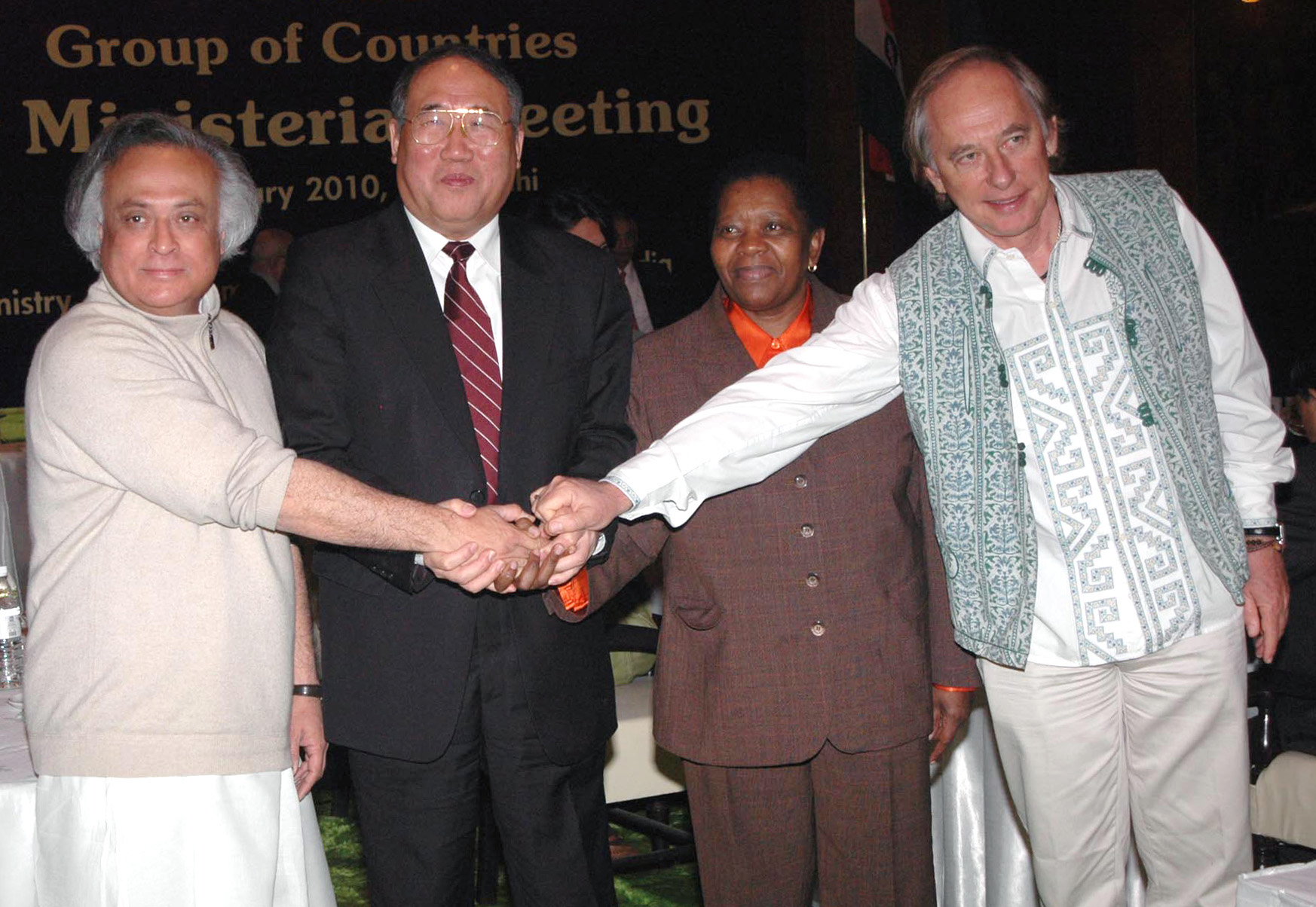
Зустріч міністрів навколишнього середовища країн BASIC 2010 року, включно із міністром Південної Африки, для обговорення зміни клімату відповідно до результатів Конференції ООН з питань зміни клімату 2009 року.

Уряд Південної Африки взяв на себе зобов'язання досягти піку викидів CO2 в період між 2020 і 2025 роками. Південна Африка погодилася співпрацювати з іншими підписантами Паризької угоди, щоб утримати підвищення температури нижче 2 °C. Однак незалежні спостерігачі називають поточні дії уряду недостатніми. Частково цю бездіяльність пов'язують з тим що компанія Eskom, яка відповідає за більшу частину видобутку вугілля в країні, перебуває у державній власності. Крім того, економіка країни є однією з найбільш енергозатратних у світі, але, не дивлячись на це, уряд не ставить цілей щодо пом'якшення наслідків зміни клімату для промисловості. Каталізація фінансування та інвестицій для переходу до низьковуглецевої економіки та суспільства є головним викликом для Південної Африки.
Як і всі країни-учасниці Паризької угоди, Південна Африка звітуватиме про свої викиди парникових газів перед Рамковою конвенцією ООН про зміну клімату щонайменше раз на два роки, починаючи з 2024 року.
Європейський інвестиційний банк Global та Банк розвитку Південної Африки домовилися про надання кредиту в розмірі 200 млн євро на підтримку нової цільової фінансової ініціативи, спрямованої на розблокування 400 млн євро для приватних інвестицій у відновлювальну енергетику Південної Африки.

## Адаптація
У 2019 році уряд Південної Африки розробив Національну стратегію адаптації до зміни клімату (NCCAS). Ця стратегія представляє собою бачення уряду щодо адаптації та підвищення стійкості країни перед викликами у питанні зміни клімату. Стратегія також окреслює пріоритетні напрямки для досягнення цього бачення, які включають водні ресурси, сільське господарство та комерційне лісове господарство, охорону здоров'я, біорізноманіття та екосистем, населені пункти та зменшення ризиків стихійних лих. До того ж, ця стратегія була розроблена задля виконання зобов'язань країни за Паризькою угодою відповідно до Рамкової конвенції ООН про зміну клімату (UNFCCC).
Південна Африка завершує роботу над національною стратегією адаптації до зміни клімату. "Національна стратегія адаптації виступає загальним орієнтиром для зусиль з адаптації до зміни клімату в Південній Африці і забезпечує платформу, на якій можуть бути сформульовані національні цілі з адаптації до зміни клімату для країни, щоб забезпечити загальне керівництво для всіх секторів економіки".

## Суспільство та култура

### Активізм

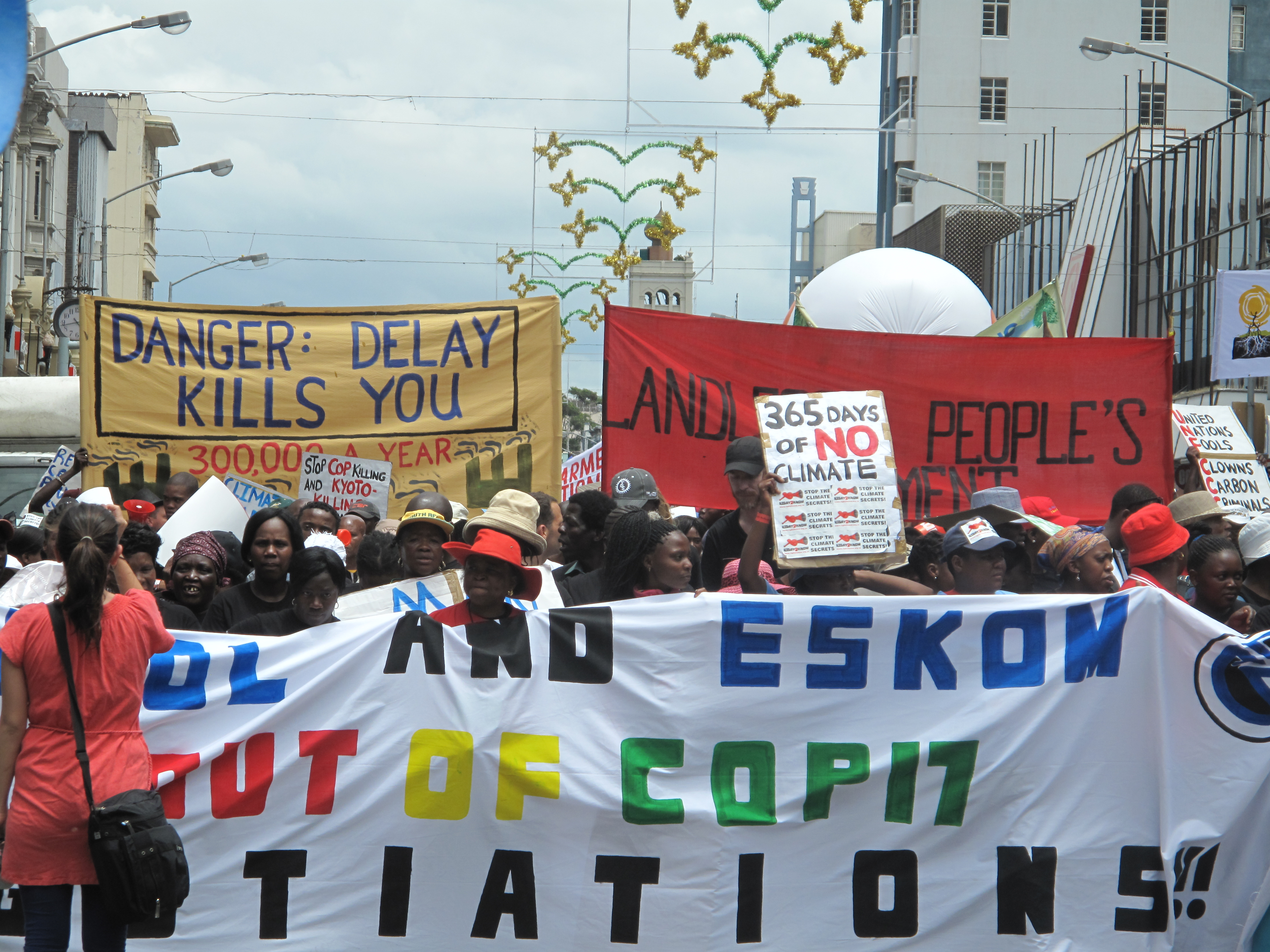
в Дурбані, 2011

Напередодні Конференції ООН зі зміни клімату 2011 року (COP17), що проходила в Дурбані, були організовані демонстрації та протести, щоб висловити занепокоєння з приводу зміни клімату. Марш, що налічував 12 000 протестувальників, закликав делегатів COP17 вжити термінових заходів задля захисту клімату. Крім того, протестувальники увірвалися до місця проведення конференції в той момент, коли переговори зайшли в глухий кут.

### Інформування громадськості
Поінформованість населення про потенційні наслідки зміни клімату зросла після посухи в Південній Африці (2018—2021) і подальшої водної кризи в Кейптауні.